# Leptopsammia formosa
Leptopsammia formosa is een rifkoralensoort uit de familie van de Dendrophylliidae. De wetenschappelijke naam van de soort is voor het eerst geldig gepubliceerd in 1915 door Gravier.